# Pericoma formosa
Pericoma formosa és una espècie d'insecte dípter pertanyent a la família dels psicòdids que es troba a Europa: França, Dinamarca, Finlàndia i Noruega.